# Słudwia (osada)
Słudwia (niem. Karolinenhof) – osada w północno-zachodniej Polsce, położona w województwie zachodniopomorskim, w powiecie gryfickim, w gminie Płoty. Leży około 2 kilometry na północny wschód od centrum miasta Płoty, 14 kilometrów na południowy wschód od Gryfic oraz 63 kilometry na północny wschód od stolicy województwa — Szczecina. Przed 1945 rokiem leżała na terenach niemieckich. W latach 1975–1998 miejscowość administracyjnie należała do województwa szczecińskiego.
W 2002 roku liczyła 22 mieszkalnych budynków, w nich 129 mieszkań ogółem, z nich 126 zamieszkane stale. Z 126 mieszkań zamieszkanych 16 mieszkań wybudowany między 1918 a 1944 rokiem, 12 — między 1945 a 1970, 72 — między 1971 a 1978 i 24 — między 1979 a 1988.
Od 469 osób 142 było w wieku przedprodukcyjnym, 191 — w wieku produkcyjnym mobilnym, 99 — w wieku produkcyjnym niemobilnym, 37 — w wieku poprodukcyjnym. Od 372 osób w wieku 13 lat i więcej 7 mieli wykształcenie wyższe, 88 — średnie, 108 — zasadnicze zawodowe, 143 — podstawowe ukończone i 26 — podstawowe nieukończone lub bez wykształcenia.

## Ludność[2]
W 2011 roku w miejscowości żyło 495 osób, z nich 235 mężczyzn i 260 kobiet; 124 było w wieku przedprodukcyjnym, 207 — w wieku produkcyjnym mobilnym, 114 — w wieku produkcyjnym niemobilnym, 50 — w wieku poprodukcyjnym.